# Міно золотощокий
Міно золотощокий (Mino dumontii) — співочий птах родини шпакових (Sturnidae). Він зустрічається на Новій Гвінеї та прилеглих менших островах, де його природним середовищем існування є субтропічні або тропічні вологі низинні ліси. Це поширені птахи з широким ареалом, і Міжнародний союз охорони природи оцінив їх природоохоронний статус як такий, що викликає «найменше занепокоєння». Названий на честь Чарльза Дюмона (Charles Dumont de Sainte-Croix).

## Опис

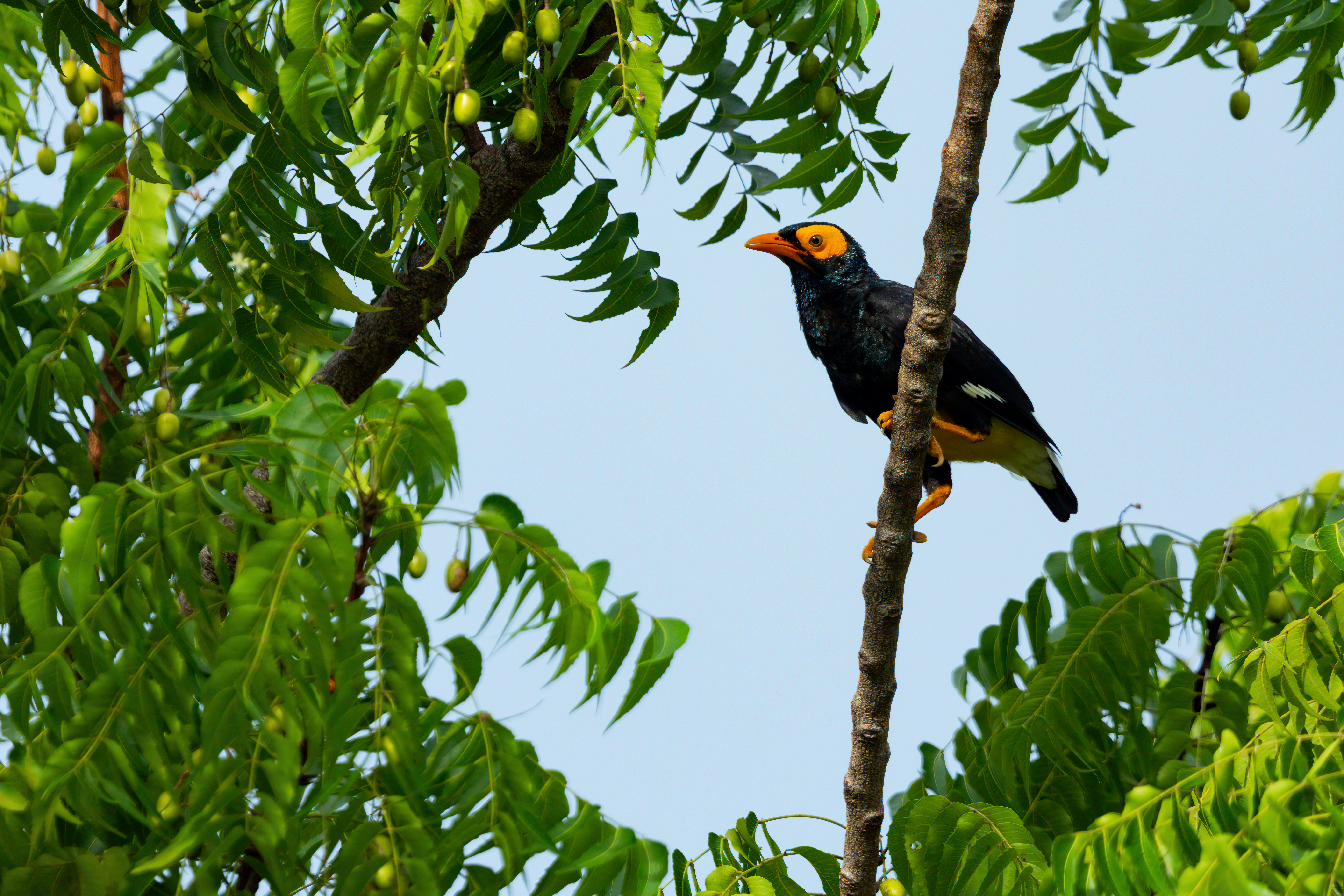
Міно золотощокий, Порт-Морсбі

У довжину птахи цього виду сягають від 23 до 26 см. Важать приблизно 217 г. Оперення чорне з металевим полиском. Навколо чорних очей розташована помаранчева смужка. Дзьоб та ноги помаранчеві. Соціальні й всеїдні птахи. Часто живляться фруктами та комахами. Статевий диморфізм відсутній.

## Поширення
Цей вид зустрічається в Індонезії (частково), Папуа Новій Гвінеї, на архіпелазі Бісмарка та Соломонових островах. Населяє низовинні вологі субтропічні та тропічні ліси. Однак він не зустрічається на південно-східному узбережжі острова. Його типовими ареалами є дощові ліси, узлісся, частково вирубані ділянки, вторинна поросль і галерейні ліси, іноді зустрічається в саванах.